# InstaShop
InstaShop Ltd (em árabe: انستاشوب, fazendo negócios como InstaShop) é uma empresa multinacional de entrega de refeições online fundada em Dubai em 2015 que oferece um serviço de entrega ao domicílio para produtos encomendados através do sua app.
Nomeado pela Forbes como uma das 100 melhores startups e depois de ultrapassar meio milhão de usuários por mês, em agosto de 2020 todo o pacote de ações da empresa foi adquirido pela holding alemã Delivery Hero por 318 milhões de euros.
Paralelamente à aquisição pela multinacional alemã, o aplicativo ampliou gradativamente sua oferta (originalmente voltada para compras em casa), agregando outras categorias, como farmácias, restaurantes, artigos esportivos, produtos de tecnologia, bancas de jornais e lojas de cosméticos.